# ムティア・ブエナ
ムティア・ブエナ（Mutya Buena、1985年5月21日 - ）はイングランド・ロンドン出身の歌手。シュガーベイブスのメンバー。

## 来歴
- 1998年にシボーン・ドナーフ、8歳の頃からの親友であるキーシャ・ブキャナンとともにシュガーベイブスを結成。2005年に第一子が生まれたことによって仕事の面でメンバーに迷惑を掛けたくないという理由で脱退後Real Girlでソロデビュー。
- 2009年に最後のオリジナルメンバーであるキーシャ・ブキャナンがシュガーベイブスを脱退したことで、「これでシュガーベイブスは終わったってことよ。」と発言し、ヨーロッパの行政機関にグループ名の商標登録を申請した。しかし現在残っているシュガーベイブスのメンバーと所属レーベル側は強く反対している。
- 2011年にシュガーベイブスのオリジナル・メンバーとして活動していたシボーン・ドナーフ、キーシャ・ブキャナンと再びグループを結成し、2012年にポリドール・レコードと契約した。シュガーベイブスは現在、別メンバーで活動していて、3人は名義権利を持っていないためグループ名をムティア・キーシャ・シボーンとして近いうちにアルバムをリリースする予定である。
- 2019年に名義権利を取り戻し、グループ名をシュガーベイブスに変更(2011年までのメンバーであるハイディ・レンジ、アメリ・ベラバ、ジェイド・イーウェンの3人は脱退)。オリジナル・メンバーの3人で活動開始。

## ディスコグラフィ

### アルバム
- 2007: 	Real Girl

### シングル
- 2006: "This Is Not Real Love"
- 2007: "Real Girl"
- 2007: "Song 4 Mutya (Out of Control)"
- 2007: "Just a Little Bit"
- 2007: "B Boy Baby" (feat. エイミー・ワインハウス)
- 2008: "With You" (with アシュリー・ウォルターズ)
- 2009: "Fallin" (With Ultra and Agent X)